# Beatrix Palt
Beatrix Palt (geb. Zahn; * 25. Februar 1968 in Hamburg) ist eine deutsche Erziehungswissenschaftlerin und Unternehmensberaterin sowie Reserveoffizier. Seit 2009 ist sie Professorin für Allgemeine Betriebswirtschaftslehre, insbesondere Organisation und Projektmanagement an der FOM Hochschule für Oekonomie & Management in Hamburg.

## Leben und Leistungen
Palt wurde 1968 wuchs in einer bilingualen Familie zweisprachig auf. Nach dem Abitur 1986 an der katholischen Sophie-Barat-Schule in Hamburg-Rotherbaum nahm sie an der Universität Hamburg ein Lehramtsstudium (Grund-, Haupt- und Realschule) auf, das sie 1995 mit dem Staatsexamen und 1996 mit dem Magister Artium beendete. Sie war Wissenschaftliche Hilfskraft an der Professur des Bildungspolitikforschers Lutz Rainer Reuter am Fachbereich Pädagogik der Universität der Bundeswehr Hamburg. Ende der 1990er Jahre veröffentlichte sie auch in der hauseigenen Schriftenreihe Beiträge aus dem Fachbereich Pädagogik. 2001 wurde sie in Pädagogik mit der Dissertation Modernisierungsprozesse im spanischen und portugiesischen Schulwesen zwischen 1974/75 und 2000 promoviert. Die Gutachter ihrer Arbeit waren Arnulf von Scheliha, Rainer Kluwe und Annette Scheunpflug.
Sie war neben ihrer Promotion als selbstständige Projektmanagerin und Kommunikationstrainerin sowie als fachliche Beraterin für das Familienmagazin familie&co des Axel-Springer-Verlages tätig. Von 2001 bis 2003 arbeitete sie als Abteilungsleiterin beim IT-Berater Gauss Interprise Consulting/evodion Information Technologies. 2003 gründete sie das Beatrix Palt Projektmanagement, eine Unternehmensberatung, die unter dem Namen Dr. Palt Projektmanagement firmiert. Die Firma ist im INP Institut für Nachhaltiges Projektmanagement aufgegangen. Seit 2007 ist sie Direktorin und Inhaberin von INP, welches Unternehmen und Verwaltungen berät. Nach eigenen Angaben unterstützt der Dienstleister in den Bereichen Nachhaltiges Projektmanagement, Organisationsentwicklung, Change Management und Turnaround Management. INP kooperiert mit mehreren Organisationen in Hamburg; es ist u. a. Mitglied bei Hanse-Aerospace, bei Hamburg Aviation und beim Bundesdeutschen Arbeitskreis für Umweltbewusstes Management (B.A.U.M.).
Palt war Lehrbeauftragte an Hochschulen im In- und Ausland, so war sie am Lehrstuhl für Allgemeine Pädagogik (Annette Scheunpflug) an der Fakultät Humanwissenschaften der Otto-Friedrich-Universität Bamberg tätig. Im Jahre 2009 erhielt sie eine hauptamtliche Professur für Allgemeine Betriebswirtschaftslehre, insbesondere Organisation und Projektmanagement an der staatlich anerkannten FOM Hochschule für Oekonomie & Management am Standort Hamburg. Ihre Forschungsschwerpunkte liegen in den Bereichen der Organisationspädagogik und der Erwachsenenbildung.
Sie war Mitglied in der Vereinigung Frauen im Management und der Vereinigung Deutscher Wissenschaftler sowie Beraterin des Expertinnen-Beratungsnetzes der Universität Hamburg. Ab 2011 war sie Vorsitzende des Fachlichen Beirats der Club-of-Rome-Schulen. Überdies wurde sie Mitglied des Kuratoriums des Dialogforums Nachhaltigkeit der Sparda-Bank Hamburg. 2013–2019 war Palt Mitglied des Aufsichtsrats (ab 2014 Vorsitzende) der B.A.U.M. Zukunftsgenossenschaft e.G. (vormals B.A.U.M. Zukunftsfonds e.G.). In der Vereinigung der Unternehmensverbände in Hamburg und Schleswig-Holstein ist sie im Strukturpolitischen Ausschuss vertreten. Sie gehört dem Landesverband Hamburg des Wirtschaftsrats der CDU an, in dessen Kommission ITK Kommunikations- und Informationstechnologie sie berufen wurde; außerdem war sie Bundesdelegierte. 2015–2017 war sie Beiratsmitglied der Clausewitz-Gesellschaft in Hamburg.  2017 ist sie Leiterin der Sektion Hamburg und Schleswig-Holstein der Deutsche Wehrtechnik e.V. Nach eigenen Angaben ist sie überdies u. a. Mitglied der B.A.U.M.
Bei der Bundeswehr bekleidet sie seit 2013 den Dienstgrad eines Fregattenkapitäns der Reserve.
Palt ist verheiratet und Mutter eines Kindes.

## Schriften (Auswahl)
- Bildungsreformen in Spanien im Kontext von Politik, Wirtschaft und Gesellschaft. Bildungspolitik im Spannungsfeld zwischen europäischen und regionalen Anforderungen. IKO Verlag für Interkulturelle Kommunikation, Frankfurt am Main 1997, ISBN 3-88939-412-4.
- Hrsg. von Klaus Schleicher und Peter J. Weber unter Mitarbeit von Beatrix Palt: Zeitgeschichte europäischer Bildung, 1970–2000. 3 Bände, Waxmann, Münster u. a. 2000/02.

- Band 1: Europäische Bildungsdynamik und Trends (= Umwelt, Bildung, Forschung. Bd. 4). 2000, ISBN 3-89325-824-8.
- Band 2: Nationale Entwicklungsprofile (= Umwelt, Bildung, Forschung. Bd. 5). 2000, ISBN 3-89325-843-4.
- Band 3: Europa in den Schulen (= Umwelt, Bildung, Forschung. Bd. 8). 2002, ISBN 3-8309-1139-4.

- Schulnoten verbessern. Lernlust statt Frust. fördern, ohne zu überfordern. Leistungen verbessern (= Familie & Co.). Südwest, München 2001, ISBN 3-517-06339-8.
- Richtig schimpfen – aber wie?. So finden Sie die passenden Worte – der Ton macht die Musik – wie Eltern und Kinder streiten lernen (= Ratgeber Erziehung). Südwest, München 2003, ISBN 3-517-06677-X.
- Erste Hilfe bei Wutanfällen. Die Gründe für den Zorn verstehen. Die Auslöser erkennen. Klassische Fälle und wie man ihnen begegnet (= Ratgeber Erziehung). Südwest, München 2004, ISBN 3-517-06714-8.